# Тейлор, Морган
Фредерик Морган Тейлор (англ. Frederick Morgan Taylor; 17 апреля 1903 — 16 февраля 1975) — американский легкоатлет, который специализировался в беге с барьерами.

## Биография
Олимпийский чемпион в беге на 400 метров с барьерами (1924). На следующих двух Олимпиадах завоёвывал «бронзу» в беге на 400 метров с барьерами. Был знаменосцем олимпийской сборной США на Играх-1932. Неоднократный чемпион США. Эксрекордсмен мира по бегу на 400 метров с барьерами и в эстафете 4×440 ярдов.
Работал распространителем «Чикаго Трибьюн», затем — учителем и тренером, параллельно продолжал работать в ритейле.
Сын — Фрэнк «Базз» Тейлор младший (1931—2010) — был легкоатлетом, побеждал на национальных соревнованиях, позже — президент Ассоциации гольфа США.